# معالجة رقمية للإشارة

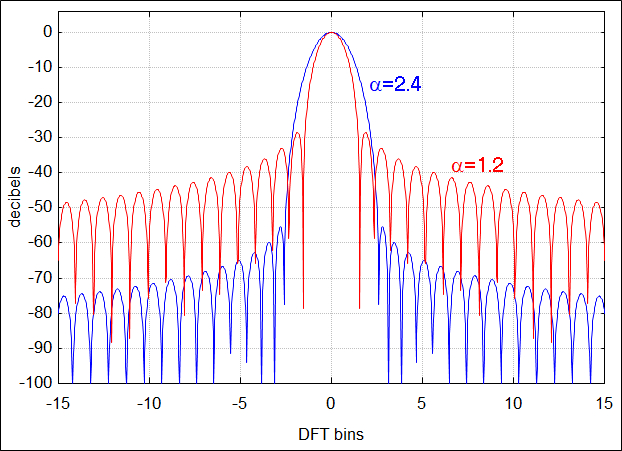

 المعالجة الرقمية للإشارة (بالإنجليزية: Digital signal processing)‏ أواختصارا (DSP) هي دراسة للإشارات في تمثيلها الرقمي ولطرق معالجتها.
تستعمل معالجة الإشارة إلى تمثيل الإشارات المنفصلة الزمن، والمنفصلة التردد، أو غيرها من الإشارات الممثلة في شكل سلسلة من الأرقام أو الرموز. وتنقسم معالجة الإشارات إلى معالجة الإشارات الرقمية والتناظرية.تشمل تطبيقاتها الفروع مثل: الصوت والكلام معالجة الإشارات الشمسية، والرادار ومعالجة الإشارات، وأجهزة الاستشعار، معالجة الإشارات ومعالجة الصور الرقمية، معالجة الإشارات للاتصالات، ومراقبة النظم، ومعالجة الإشارات الطبية الحيوية، معالجة البيانات الزلزالية، الخ